# لو کسنل
ل کوسنل (به فرانسوی: Le Quesnel) یک کمون در فرانسه است که در Canton of Moreuil واقع شده‌است.

## خصوصیات
ل کوسنل ۱۱٫۳۸ کیلومترمربع مساحت و ۶۷۲ نفر جمعیت دارد و ۹۷ متر بالاتر از سطح دریا واقع شده‌است.